# Klorofyllinkopparkomplex

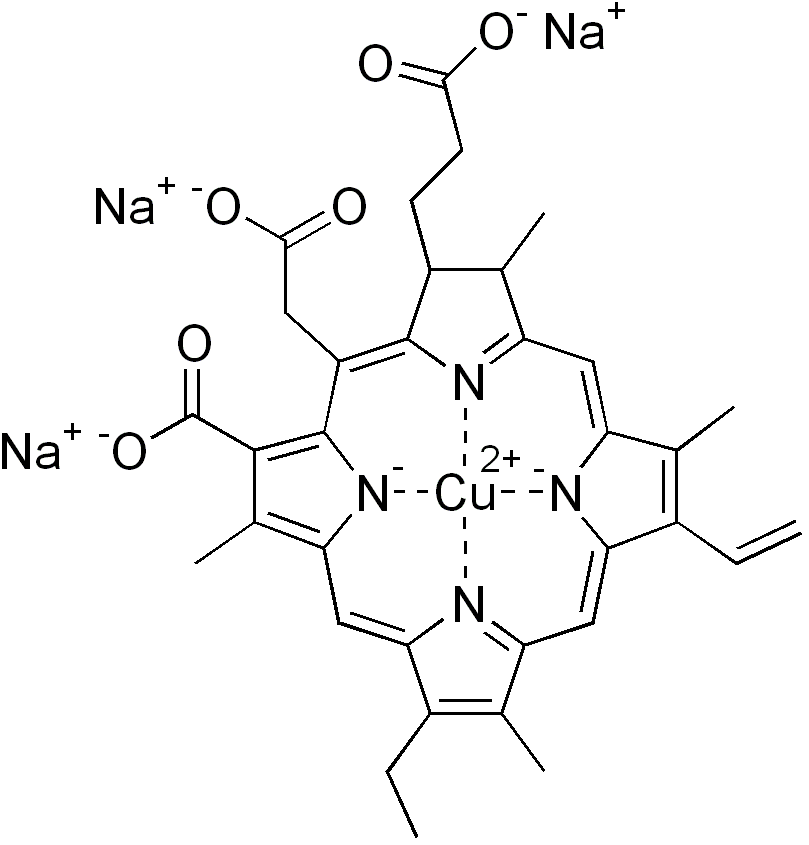

Klorofyllinkopparkomplex (även klorofyll-kopparkomplex) är ett blåsvart färgämne som framställs av klorofyll. Ur det klorofyll som utvinns har en del av magnesiumjonerna bytts ut och ersatts med kopparjoner. Det är denna förändring som gör att färgen blir blåsvart istället för grön. Klorofyllinkopparkomplex har E-nummer E 141.